# 절상건
절상건(折上巾)은 복두의 일종이다. 전각복두 등 다른 복두에 비해 각이 위쪽으로 치켜올라가 있는 것이 특징이다. 중국 오대십국시대에서 송나라, 명나라 때에 걸쳐 왕관으로 사용되었다가 이후 익선관으로 변형되었다.